# Lauracha
 Lauracha es una película de Argentina en blanco y negro dirigida sucesivamente por Arturo García Buhr, Ernesto Arancibia, Antonio Ber Ciani y Enrique Cahen Salaberry según el guion de Hugo Mac Dougall sobre la novela de Otto Miguel Cione que se estrenó el 11 de octubre de 1946 y que tuvo como protagonistas a Amelia Bence, Arturo García Buhr y Malisa Zini. Película póstuma de Nelo Cosimi filmada parcialmente en Entre Ríos, con un rodaje complicado en el que terminaron interviniendo cuatro directores.

## Sinopsis
Un hombre ama a una mujer de fuerte carácter pero terminará abandonándola.

## Reparto
- Amelia Bence
- Arturo García Buhr
- Malisa Zini
- María Santos
- Ilde Pirovano
- Nelo Cosimi
- Pilar Gómez
- Margarita Padín
- Enrique Chaico

## Comentarios
En tanto la crónica de Noticias Gráficas elogiaba la actuación de Amelia Bence y de García Buhr, El Heraldo del Cinematografista opinó:

”El film modifica y mejora el contenido del libro conservando aristas de estilo y clima anticuado propio de comienzos de siglo …realizado con sobriedad.”